# Goh Kun
Goh Kun (* 2. Januar 1938 in Keijō, Unterprovinz Keikidō, Provinz Chōsen, damaliges Japanisches Kaiserreich, heutiges Südkorea) wurde mit dem japanischen Namen Kō Ken (japanisch 高建) geboren und war von 1997 bis 1998 und von 2003 bis 2004 Premierminister von Südkorea. Vom 12. März bis zum 14. Mai 2004 lief gegen den Präsidenten Roh Moo-hyun ein Amtsenthebungsverfahren, in dieser Zeit amtierte Goh außerdem als Interimspräsident.
In den 1980er-Jahren war Goh Kun Minister. Von 1988 bis 1990 (ernannt) und 1999 (gewählt) war er der Bürgermeister von Seoul. 1997 wurde Goh von Kim Dae-jung als Premierminister einberufen, aber schon im Jahr darauf ersetzt. Im Jahre 2003 wurde Goh Kun von Kims Nachfolger Roh Moo-hyun wieder eingesetzt, er trat aber wieder am 24. Mai des folgenden Jahres zurück, nachdem er sich geweigert hatte, der Aufforderung des Präsidenten Folge zu leisten und Kabinettsmitglieder zu ersetzen. Er gilt als arbeitsam und zuverlässig. Einer von Gohs Spitznamen ist Mr. Stabilität, dieser rührt von Gohs Begabung politische Änderungen zu überleben.